# Грабарчук Микола Олегович
Мико́ла Оле́гович Грабарчу́к (нар. 7 серпня 1996, с. Печеське, Красилівський район, Хмельницька область, Україна — 16 березня 2017, с. Лобачеве, Новоайдарський район, Луганська область, Україна) — солдат Збройних сил України, учасник російсько-української війни. Позивний «Кока».

## Біографія
Народився 1996 року в селі Печеське на Хмельниччині. 2011 року закінчив 9 класів місцевої школи і вступив до Хмельницького вищого професійно-технічного училища № 4, яке закінчив у 2015 році за фахом «муляр-штукатур». Захоплювався риболовлею, полюванням, любив ремонтувати техніку, займався спортом. Працював разом з батьками на будівельних роботах у своєму селі. Допомагав зводити будівлю недільної школи на території Печеської церкви.
Під час російської збройної агресії проти України у вересні 2016 року вступив на військову службу за контрактом до 14-ї бригади. Пройшов підготовку у навчальному центрі в Старичах Львівської області, потім була недовга служба у військовій частині в Рівному. З 11 грудня 2016 року брав участь в антитерористичній операції на сході України.
Солдат, номер розрахунку мінометної батареї 14-ї окремої механізованої бригади, в/ч А1008, м. Володимир-Волинський.
Загинув 16 березня 2017 року близько 20:25 під час мінометного обстрілу опорного пункту поблизу с. Лобачеве Новоайдарського району Луганської області, — в ході ведення мінометного вогню у відповідь вибухнув міномет М120-15 «Молот» і здетонував боєкомплект у кузові автомобіля. Тоді ж загинув солдат Микола Яворський та ще 7 бійців дістали поранення різного ступеня тяжкості.
Похований 20 березня з військовими почестями на кладовищі рідного села Печеське.
Залишились батьки, сестра.

## Нагороди
- Указом Президента України № 12/2018 від 22 січня 2018 року, за особисту мужність і самовіддані дії, виявлені у захисті державного суверенітету та територіальної цілісності України, зразкове виконання військового обов'язку, нагороджений орденом «За мужність» III ступеня (посмертно).[7].

## Вшанування пам'яті
4 вересня 2018 року у місті Хмельницький на фасаді будівлі Хмельницького ВПТУ № 4 відкрили меморіальні дошки трьом полеглим на війні випускникам закладу, — Миколі Грабарчуку, Руслану Ліщуку та Дмитру Миколайчуку.